# 武則輝海
武則 輝海（たけのり てるみ、1968年3月12日-）は競技麻雀のプロ雀士である。広島県出身。
かつては麻将連合に所属していたが、2021年よりRMUに移籍した。
大分県で活動している俳優の清川ケイは甥。

## 経歴
- 1997年にプロデビューし麻将連合時代にタイトル戦である将王を2回取得している。2021年RMUに移籍した。

## 獲得タイトル
- 将王(第8期、第16期)
- 第2期闘魂杯優勝